# Johann Philipp Rosenbach
Johann Philipp Rosenbach (* 2. Juni 1606 in Gießen; † 19. August 1669) war ein deutscher Pastor in Grone.
Am 11. Mai 1626 wurde er an der Universität Marburg immatrikuliert, um Theologie zu studieren. Anschließend wurde ihm eine Erzieheraufgabe im Haus des Grafen Hardenberg zu Göttingen anvertraut. Am 20. März 1628 – mitten im Dreißigjährigen Krieg – wurde er Pastor in Grone bei Göttingen.
Am 4. Juli 1632 wurde er von Reitern des Feldherrn Pappenheim und Eichsfelder Bauern gefangen genommen, aber kurz darauf wieder freigelassen.
Johann Philipp Rosenbach heiratete am 30. September 1629 Catharina Sander. Die Trauung fand in der St. Jacobikirche in Göttingen statt.